# Hombre pez de Liérganes
El hombre pez de Liérganes, apodo de Francisco de la Vega Casar, es un ser legendario de la mitología de Cantabria.

## Historia
La primera reseña en la que aparece el relato del hombre pez es en el volumen VI del Teatro crítico universal de Fray Benito Jerónimo Feijoo. Posteriormente José María Herrán escribió un libro titulado El hombre-pez de Liérganes (Santander, 1877), basado en esta historia tradicional popular. Actualmente existe un centro de interpretación en Liérganes, emplazado en un antiguo molino, en el cual se puede obtener información sobre este ser legendario.

## La leyenda del hombre pez
Según ha llegado hasta nosotros a través de los escritos y la tradición oral, la leyenda del hombre pez de Liérnages dice así: a mediados del siglo XVII en el pueblo cántabro de Liérganes había una pareja, Francisco de la Vega y María de Casar, que tenían cuatro hijos. Después de fallecimiento de este la viuda mandó a su hijo, llamado Francisco, a Bilbao a aprender el oficio de carpintero. 
Estando en Bilbao, Francisco se fue a nadar el día antes de la festividad de San Juan, en el año 1674, con unos amigos. Cuando fue arrastrado por la corriente desapareció y no se volvió a saber más de él. Solo cinco años después, en 1679, se afirmó que había aparecido en la costa de Dinamarca, poco después en el canal de la Mancha y en las costas de Andalucía. En Cádiz, unos pescadores afirmaron ver un ser acuático con apariencia humana que desapareció rápidamente. Estas apariciones se repitieron constantemente hasta que lograron atrapar a la criatura utilizando trozos de pan y unas redes. Una vez capturado pudieron constatar que se trataba de un hombre con escamas.
Entonces fue llevado al convento de San Francisco donde fue interrogado para saber de quién se trataba y al cabo de un tiempo consiguió tartamudear la palabra: «Liérganes». Nadie sabía que significaba, hasta que una persona de La Montaña que estaba trabajando en Cádiz, comentó que en La Montaña había un pueblo que se llamaba así. También Domingo de la Cantolla, secretario del Santo Oficio de la Inquisición, confirmó dicha afirmación ya que él era de allí.
A continuación, llegó la noticia a Liérganes para averiguar si había pasado algo extraño en los últimos años y desde Liérganes respondieron que únicamente se había registrado la desaparición de Francisco de la Vega, cinco años atrás. Entonces Juan Rosendo, un fraile del convento, acompañó a Francisco hasta Liérganes para comprobar si era cierto que era de allí y a la altura del Monte de la Dehesa, Francisco se adelantó y fue directamente hasta la casa de María de Casar, que rápidamente lo reconoció como su hijo. 
Ya en casa de su madre, Francisco vivió tranquilo sin mostrar ningún interés por nada. Iba descalzo y a veces desnudo y no hablaba apenas. A veces estaba varios días sin comer pero no mostraba entusiasmo por nada. Se dedicaba a llevar cartas a poblaciones vecinas, e incluso a Santander, a donde llegó en una ocasión tras haber nadado desde Pedreña, entregando la carta mojada. Después de nueve años en casa de su madre, desapareció en el mar sin volver a saberse nada sobre él.

## Explicación científica
El doctor Gregorio Marañón se hizo eco de la historia y decidió estudiarla. Su conclusión fue que Francisco de la Vega debía de padecer cretinismo. Esta teoría ya fue escrita por José María Herrán en su obra El hombre-pez de Liérganes. El doctor Marañón resuelve el "problema" de haberlo encontrado en Cádiz debido a que simplemente se trasladó allí en barco y que encontrarlo nadando fue casualidad.

## Obras
- En 2009 el dibujante, humorista y youtuber Isaac Sánchez, apodado Loulogio y famoso por el vídeo de la Batamanta publicó el cómic El Regreso del Hombre Pez, basado en este famoso personaje.[8]
- En 2017 el escritor José Antonio Abella realizó una novela sobre la leyenda, El hombre pez.[9]